# Silkypix
Silkypix Developer Studio ist ein RAW-Konverter für digitale Fotos. Ähnlich wie Adobe Photoshop Lightroom sind verschiedene Einstellungen, vom Weißabgleich bis zur Korrektur von Objektivfehlern wie etwa chromatischen Aberrationen möglich.
Auf Silkypix-Software basieren auch die Raw-Entwicklungswerkzeuge mehrerer Hersteller von Digitalkameras, wie Casio, Fujifilm, Panasonic, Pentax/Ricoh und Samsung.